# 亮叶幌伞枫
亮叶幌伞枫（学名：Heteropanax nitentifolius）是五加科幌伞枫属的植物。分布于越南北部以及中国大陆的云南等地，生长于海拔120米至740米的地区，常生长在林缘路旁，目前尚未由人工引种栽培。